# Austin Krajicek
 Austin Krajicek  (Tampa, 16 de junio de 1990) es un tenista profesional estadounidense. Es primo lejano del extenista neerlandés Richard Krajicek, cuya prima, Michaella Krajicek, también es tenista. Krajicek compite principalmente en ITF Futures y ATP Challenger Tour, tanto en individuales como en dobles. En 2023 ha ganado el torneo de dobles de Roland Garros, alcanzando el número 1 mundial.

## Biografía
Comenzó a jugar tenis a los cinco años con su padre Rob. Sus superficies favoritos son las pistas duras y de hierba y su tiro favorito es su servicio. Su torneo predilecto es Wimbledon. Sus ídolos en su niñez fueron Pete Sampras y Roger Federer.

## Carrera
Su ranking más alto a nivel individual fue el puesto N.º 94, alcanzado el 26 de octubre del 2015. A nivel de dobles alcanzó el puesto N.º 1 el 12 de junio del 2023.
Ha ganado hasta el momento 11 títulos de la categoría ATP Challenger Series, uno de ellos en la modalidad de individuales y todos los demás en la modalidad de dobles.

### 2011 - 2012
En esta etapa comienza a ganar sus primeros títulos de la categoría ATP Challenger Series. En el mes de septiembre del año 2011 obtiene el Challenger de Knoxville junto a su compatriota Steve Johnson, derrotaron en la final a Adam Hubble y Frederik Nielsen por 3-6, 6-4, [13-11], para obtener así su primer título.
En el año 2012 gana dos títulos más el Challenger de Lexington junto al australiano John Peers como pareja y el Challenger de Champaign junto a su compatriota Devin Britton.

### 2013
Este año se hace con tres títulos. En mayo y en septiembre triunfó junto a Tennys Sandgren, obteniendo el Challenger de Tallahassee primero y el Challenger de Esmirna después. Más tarde en octubre triunfa junto a otro compatriota, esta vez Rhyne Williams para obtener de esta manera el Challenger de Tiburón, venciendo a Bradley Klahn y Rajeev Ram en la final.

### 2014
Comienza muy bien este año, ganando el primer torneo disputado del ATP Challenger Tour 2014. Se presentó en Nueva Caledonia para disputar el Challenger de Numea y otra vez junto a su compatriota Tennys Sandgren salieron victoriosos en la final derrotando a la pareja formada por el croata Ante Pavić y el esloveno Blaž Rola por un marcador de 7-64, 6-3. Tras conseguir llegar a semifinales junto al australiano John-Patrick Smith como pareja en el Torneo de Newport 2014, disputan el Challenger de Vancouver con éxito, ganando el título y derrotando en la final a los neozelandeses Marcus Daniell y Artem Sitak por 6-3, 4-6, 10-8. A principios de septiembre fue el gran protagonista del Challenger de Medellín 2014 al ganar los títulos en individuales y en dobles. El de individuales fue el primero en su carrera.

## Torneos de Grand Slam

### Dobles

#### Victorias (1)
| Año  | Torneo        | Pareja     | Oponentes en la final      | Resultado |
| 2023 | Roland Garros | Ivan Dodig | Sander Gillé Joran Vliegen | 6-3, 6-1  |

#### Finalista (1)
| Año  | Torneo        | Pareja     | Oponentes en la final             | Resultado           |
| 2022 | Roland Garros | Ivan Dodig | Marcelo Arévalo Jean-Julien Rojer | 7-6(4), 6-7(5), 3-6 |

### Dobles mixto

#### Finalista (1)
| Año  | Campeonato         | Pareja         | Oponentes en la final          | Resultado |
| 2023 | Abierto de EE. UU. | Jessica Pegula | Anna Danilina Harri Heliövaara | 3-6, 4-6  |

## Juegos Olímpicos

### Dobles

#### Medalla de plata
| Año  | Torneo     | Pareja     | Oponentes en la final    | Resultado              |
| 2024 | París 2024 | Rajeev Ram | Matthew Ebden John Peers | 7-6(6), 6-7(1), [8-10] |

## Títulos ATP (14; 0+14)

### Dobles (14)
| Leyenda                         |
| Grand Slam (1)                  |
| ATP Wourld Tour Finals (0)      |
| ATP Masters 1000 World Tour (1) |
| ATP World Tour 500 series (4)   |
| ATP World Tour 250 series (8)   |

| N.º | Fecha                    | Torneos          | Superficie    | Pareja            | Oponentes en la final                   | Resultado            |
| --- | ------------------------ | ---------------- | ------------- | ----------------- | --------------------------------------- | -------------------- |
| 1.  | 21 de octubre de 2018    | Moscú            | Dura (i)      | Rajeev Ram        | Max Mirnyi Philipp Oswald               | 7-6(4), 6-4          |
| 2.  | 15 de junio de 2019      | 's-Hertogenbosch | Hierba        | Dominic Inglot    | Marcus Daniell Wesley Koolhof           | 6-4, 4-6, [10-4]     |
| 3.  | 28 de julio de 2019      | Atlanta          | Dura          | Dominic Inglot    | Bob Bryan Mike Bryan                    | 6-4, 6-7(5), [11-9]  |
| 4.  | 13 de septiembre de 2020 | Kitzbühel        | Tierra batida | Franko Škugor     | Marcel Granollers Horacio Zeballos      | 7-6(5), 7-5          |
| 5.  | 21 de mayo de 2022       | Lyon             | Tierra batida | Ivan Dodig        | Máximo González Marcelo Melo            | 6-3, 6-4             |
| 6.  | 23 de octubre de 2022    | Nápoles          | Dura          | Ivan Dodig        | Matthew Ebden John Peers                | 6-3, 1-6, [10-8]     |
| 7.  | 30 de octubre de 2022    | Basilea          | Dura (i)      | Ivan Dodig        | Nicolas Mahut Édouard Roger-Vasselin    | 6-4, 7-6(5)          |
| 8.  | 19 de febrero de 2023    | Róterdam         | Dura (i)      | Ivan Dodig        | Rohan Bopanna Matthew Ebden             | 7-6(5), 2-6, [12-10] |
| 9.  | 16 de abril de 2023      | Montecarlo       | Tierra batida | Ivan Dodig        | Romain Arneodo Tristan-Samuel Weissborn | 6-0, 4-6, [14-12]    |
| 10. | 10 de junio de 2023      | Roland Garros    | Tierra batida | Ivan Dodig        | Sander Gillé Joran Vliegen              | 6-3, 6-1             |
| 11. | 25 de junio de 2023      | Queen's Club     | Hierba        | Ivan Dodig        | Taylor Fritz Jiří Lehečka               | 6-4, 6-7(5), [10-3]  |
| 12. | 4 de octubre de 2023     | Pekín            | Dura          | Ivan Dodig        | Wesley Koolhof Neal Skupski             | 6-7(12), 6-3, [10-5] |
| 13. | 15 de junio de 2025      | Stuttgart        | Hierba        | Santiago González | Alex Michelsen Rajeev Ram               | 6-4, 6-4             |
| 14. | 25 de junio de 2025      | Mallorca         | Hierba        | Santiago González | Yuki Bhambri Robert Galloway            | 6-1, 1-6, [15-13]    |

#### Finalista (17)
| N.º | Fecha                    | Torneos       | Superficie    | Pareja                | Oponentes en la final                    | Resultado           |
| --- | ------------------------ | ------------- | ------------- | --------------------- | ---------------------------------------- | ------------------- |
| 1.  | 10 de enero de 2016      | Chennai       | Dura          | Benoît Paire          | Olivier Marach Fabrice Martin            | 3-6, 5-7            |
| 2.  | 10 de febrero de 2018    | Quito         | Tierra batida | Jackson Withrow       | Nicolás Jarry Hans Podlipnik             | 6-7(6), 3-6         |
| 3.  | 30 de septiembre de 2018 | Chengdú       | Dura          | Jeevan Nedunchezhiyan | Ivan Dodig Mate Pavić                    | 2-6, 4-6            |
| 4.  | 2 de marzo de 2019       | Acapulco      | Dura          | Artem Sitak           | Alexander Zverev Mischa Zverev           | 6-2, 6-7(4), [5-10] |
| 5.  | 4 de agosto de 2019      | Los Cabos     | Dura          | Dominic Inglot        | Romain Arneodo Hugo Nys                  | 5-7, 7-5, [14-16]   |
| 6.  | 18 de julio de 2021      | Newport       | Hierba        | Vasek Pospisil        | William Blumberg Jack Sock               | 2-6, 6-7(3)         |
| 7.  | 22 de agosto de 2021     | Cincinnati    | Dura          | Steve Johnson         | Marcel Granollers Horacio Zeballos       | 6-7(5), 6-7(5)      |
| 8.  | 27 de agosto de 2021     | Winston-Salem | Dura          | Ivan Dodig            | Marcelo Arévalo Matwé Middelkoop         | 7-6(5), 5-7, [6-10] |
| 9.  | 4 de junio de 2022       | Roland Garros | Tierra batida | Ivan Dodig            | Marcelo Arévalo Jean-Julien Rojer        | 7-6(4), 6-7(5), 3-6 |
| 10. | 7 de agosto de 2022      | Washington    | Dura          | Ivan Dodig            | Nick Kyrgios Jack Sock                   | 5-7, 4-6            |
| 11. | 16 de octubre de 2022    | Florencia     | Dura (i)      | Ivan Dodig            | Nicolas Mahut Édouard Roger-Vasselin     | 6-7(4), 3-6         |
| 12. | 6 de noviembre de 2022   | París         | Dura (i)      | Ivan Dodig            | Wesley Koolhof Neal Skupski              | 6-7(5), 4-6         |
| 13. | 14 de enero de 2023      | Adelaida II   | Dura          | Ivan Dodig            | Marcelo Arévalo Jean-Julien Rojer        | w/o                 |
| 14. | 1 de abril de 2023       | Miami         | Dura          | Nicolas Mahut         | Santiago González Édouard Roger-Vasselin | 6-7(4), 5-7         |
| 15. | 30 de junio de 2023      | Eastbourne    | Hierba        | Ivan Dodig            | Nikola Mektić Mate Pavić                 | 4-6, 2-6            |
| 16. | 2 de marzo de 2024       | Dubái         | Dura          | Ivan Dodig            | Tallon Griekspoor Jan-Lennard Struff     | 4-6, 6-4, [6-10]    |
| 17. | 30 de marzo de 2024      | Miami         | Dura          | Ivan Dodig            | Rohan Bopanna Matthew Ebden              | 7-6(3), 3-6, [6-10] |

## Títulos Challenger
| Leyenda               | Individuales | Dobles |
| --------------------- | ------------ | ------ |
| ATP Challenger Series | 2            | 19     |

### Individuales
| No. | Fecha      | Torneo                 | Superficie | Rival en la final        | Resultado           |
| --- | ---------- | ---------------------- | ---------- | ------------------------ | ------------------- |
| 1.  | 07.09.2014 | Challenger de Medellín | Tierra     | João Souza               | 7-5, 6-3            |
| 2.  | 12.04.2015 | Challenger de León     | Dura       | Adrián Menéndez-Maceiras | 6-7(3), 7-6(5), 6-4 |

### Dobles
| No. | Fecha      | Torneo                     | Superficie | Pareja                | Rival en la final                           | Resultado              |
| --- | ---------- | -------------------------- | ---------- | --------------------- | ------------------------------------------- | ---------------------- |
| 1.  | 04.09.2011 | Challenger de Knoxville    | Dura       | Steve Johnson         | Adam Hubble Frederik Nielsen                | 3-6, 6-4, [13-11]      |
| 2.  | 29.07.2012 | Challenger de Lexington    | Hard       | John Peers            | Tennys Sandgren Rhyne Williams              | 6-1, 7-6(4)            |
| 3.  | 17.11.2012 | Challenger de Champaign    | Dura       | Devin Britton         | Jean Andersen Izak van der Merwe            | 6-3, 6-3               |
| 4.  | 05.05.2013 | Challenger de Tallahassee  | Dura       | Tennys Sandgren       | Greg Jones Peter Polansky                   | 1-6, 6-2, [10-8]       |
| 5.  | 21.09.2013 | Challenger de Esmirna      | Dura       | Tennys Sandgren       | Brydan Klein Dane Propoggia                 | 7-6(4), 6-4            |
| 6.  | 13.10.2013 | Challenger de Tiburón      | Dura       | Rhyne Williams        | Bradley Klahn Rajeev Ram                    | 6-4, 6-1               |
| 7.  | 03.01.2014 | Challenger de Numea (1)    | Dura       | Tennys Sandgren       | Ante Pavić Blaž Rola                        | 7-6(4), 6-3            |
| 8.  | 03.08.2014 | Challenger de Vancouver    | Dura       | John-Patrick Smith    | Marcus Daniell Artem Sitak                  | 6-3, 4-6, [10-8]       |
| 9.  | 06.09.2014 | Challenger de Medellín     | Tierra     | César Ramírez         | Roberto Maytín Andrés Molteni               | 6-3, 7-5               |
| 10. | 09.01.2015 | Challenger de Numea (2)    | Dura       | Tennys Sandgren       | Jarmere Jenkins Bradley Klahn               | 7-6(2), 6-7(5), [10-5] |
| 11. | 13.04.2015 | Challenger de León         | Dura       | Rajeev Ram            | Guillermo Durán Horacio Zeballos            | 6–2, 7–5               |
| 12. | 25.04.2015 | Challenger de Guadalajara  | Dura       | Rajeev Ram            | Marcelo Demoliner Miguel Ángel Reyes-Varela | 7-5, 4-6, [10-6]       |
| 13. | 29.01.2017 | Challenger de Maui         | Dura       | Jackson Withrow       | Bradley Klahn Tennys Sandgren               | 6-4, 6-3               |
| 14. | 25.02.2017 | Challenger de Morelos      | Dura       | Jackson Withrow       | Kevin King Dean O'Brien                     | 6-7(4), 7-6(5), [11-9] |
| 15. | 03.03.2018 | Challenger de Indian Wells | Dura       | Jackson Withrow       | Evan King Nathan Pasha                      | 6-7(3), 6-1, [11-9]    |
| 16. | 23.06.2018 | Challenger de Ilkley       | Césped     | Jeevan Nedunchezhiyan | Kevin Krawietz Andreas Mies                 | 6-3, 6-3               |
| 17. | 14.07.2018 | Challenger de Winnetka     | Dura       | Jeevan Nedunchezhiyan | Roberto Maytín Christopher Rungkat          | 6-7(4), 6-4, [10-5]    |
| 18. | 17.11.2018 | Challenger de Houston      | Dura       | Nicholas Monroe       | Marcelo Arévalo James Cerretani             | 4-6, 7-6(3), [10-5]    |
| 19. | 12.01.2022 | Challenger de Monterrey    | Dura       | Hans Hach Verdugo     | John-Patrick Smith Robery Galloway          | 6-0, 6-3               |

#### Finalista
| No. | Fecha      | Torneo                   | Superficie | Pareja             | Rival en la final              | Resultado           |
| --- | ---------- | ------------------------ | ---------- | ------------------ | ------------------------------ | ------------------- |
| 1.  | 07.10.2012 | Challenger de Sacramento | Dura       | Devin Britton      | Tennys Sandgren Rhyne Williams | 6-4, 4-6, [10-12]   |
| 2.  | 17.11.2013 | Challenger de Champaign  | Dura (i)   | Tennys Sandgren    | Edward Corrie Daniel Smethurst | 6-7(5), 6-0, [7-10] |
| 3.  | 04.05.2014 | Challenger de Taipéi     | Carpet (i) | John-Patrick Smith | Chris Guccione Sam Groth       | 4-6, 7-5, [8-10]    |
| 4.  | 11.05.2014 | Challenger de Gimcheon   | Dura       | John-Patrick Smith | Chris Guccione Sam Groth       | 7-6(5), 5-7, [4-10] |
| 5.  | 09.11.2014 | Challenger de Ortisei    | Dura (i)   | James Cluskey      | Sergey Betov Alexander Bury    | 4-6, 7-5, [6-10]    |